# 比格勒冰原島峰
70°45′S 159°55′E / 70.750°S 159.917°E
比格勒冰原島峰（英語：Bigler Nunataks）是南極洲的冰原島峰，位於奧次地，處於凱姆峰和洛夫喬伊冰川之間，美國地質調查局根據測量和該國海軍的空中照片繪入地圖，現時由南極條約體系管理。